# Вади-Салих
Вади-Салих (араб. وادي صالح‎) — это округ (дистрикт) провинции Западный Дарфур в Судане. Площадь округа составляет 22000 км², с. запада он граничит с Чадом с юго-запада с Центральноафриканской Республикой. Численность населения по оценкам 1990 составляла 272,5 тыс. человек, а к 2000 году увеличилась до 587,9 тыс. человек. Ежегодно население увеличивается примерно на 3,1%. Вади-Салих разделен на четыре административных единицы: Дулиег, Гарсайела, Бундус и Ум-Кхир. Местные жители выращивают африканское просо и сорго, кунжут, арахис, производят гуммиарабик и разводят скот.
5 марта 2004 года 145 человек были убиты джанджавидами. Находится южнее Залингея, между округами Мукджар и Хабиллах.